# UNLIMITED (蒼井翔太のアルバム)
『UNLIMITED』（アンリミテッド）は、蒼井翔太のファースト・オリジナルアルバム（フルアルバム）。2015年4月22日にb-greenより発売（販売:キングレコード）。

## 概要
デビューミニアルバム『ブルーバード』以来2年ぶりの新作のファースト・フルアルバム。
タイトルとなっている"UNLIMITED"は、無制限・限りないという意味であり、"何事も自分に限界を作らず、新たな力を求めていく"という蒼井の想いから名付けられた。また、それぞれ違う衣装での写真により、"過去の自分"と"現在の自分"の二面性も表しており、収録曲に関しても「宝石箱のように聴く者を飽きさせないバラエティ豊かな曲」としている。
通常盤と表題曲『UNLIMITED』のPVを収録したDVD付きの初回限定盤A、ドキュメント映像とアルバム収録曲『タッチ ツー テイク トリコ』の振り付けレクチャーを収録したDVD付きの初回限定盤Bの3形態で発売された。

## 収録曲
1. UNLIMITED [4:28]
作詞：RUCCA、編曲・作曲：藤田淳平（Elements Garden）
アルバムの表題曲。蒼井はこの楽曲を「これからの活動のキーとなる曲」と位置づけている[2]。
テレビ朝日系音楽番組『Break Out』2015年4月度オープニングテーマ
2. Virginal[4:24]
作詞・作曲：上松範康（Elements Garden）、編曲：藤田淳平（Elements Garden）
蒼井の1stシングル。
テレビ朝日系音楽番組『Break Out』2014年1月度エンディングテーマ
3. 秘密のクチヅケ[4:50]
作詞・作曲：上松範康（Elements Garden）、編曲：岩橋星実（Elements Garden）
蒼井の3rdシングル。
テレビ朝日系音楽番組『Break Out』2014年12月度オープニングテーマ
4. 空は透明な誓い[4:30]
作詞：畑亜貴、作曲：藤間仁（Elements Garden）、 編曲：喜多智弘（Elements Garden）
5. SETSUNA DROP[5:13]
作詞：RUCCA、作曲・編曲：藤永龍太郎（Elements Garden）
6. spilt memories[4:36]
作詞：桑島由一、作曲・編曲：母里治樹（Elements Garden）
7. HEAVEN![3:30]
作詞：RUCCA、作曲・編曲：岩橋星実（Elements Garden）
8. タッチ ツー テイク トリコ[5:07]
作詞：RUCCA、作曲・編曲：喜多智弘（Elements Garden）
タイトルにもなっている"タッチ ツー テイク トリコ"というフレーズは、歌詞カードでも同様の表記だが、"タチツテトリコ"と聞こえるように歌っている。
9. TRUE HEARTS[4:53]
作詞：RUCCA、作曲：上松範康（Elements Garden）/ 編曲：菊田大介（Elements Garden）
蒼井の2ndシングル。
テレビ朝日系音楽番組『Break Out』2014年8月度マンスリータイアップ
10. NO WEAK⇔YES WEEK[3:44]
作詞：RUCCA、作曲・編曲：藤間仁（Elements Garden）
11. 天使の祈り[5:21]
作詞：香月亜哉音、作曲・編曲：Evan Call（Elements Garden）
舞台『マルガリータ〜戦国の天使たち〜』主題歌
12. Melodia[4:38]
作詞・作曲：蒼井翔太、編曲：藤間仁（Elements Garden）
蒼井による作詞・作曲の楽曲。

## 備考
- 歌詞カードは蛇腹折りになっており、それぞれ異なった衣装の蒼井の写真によって、過去の自分から現在の自分に変わるまでをイメージした連続性のあるものとなっている[2]。
- ジャケット写真は通常盤、初回限定盤A、初回限定盤B全てで異なっているのみならず、歌詞カード内側の写真も異なっている。